# برينتري (دائرة انتخابية في المملكة المتحدة)
برينتري (بالإنجليزية: Braintree)‏ هي إحدى الدوائر الانتخابية في المملكة المتحدة الممثلة في مجلس العموم في برلمان المملكة المتحدة.
عضو البرلمان الذي يمثلها حالياً هو :Mr Brooks Newmark (Con).